# Aegialites alaskaensis
Aegialites alaskaensis es una especie de coleóptero de la familia Salpingidae.

## Distribución geográfica
Habita en Alaska (Estados Unidos).